# Lista członków Deep Purple

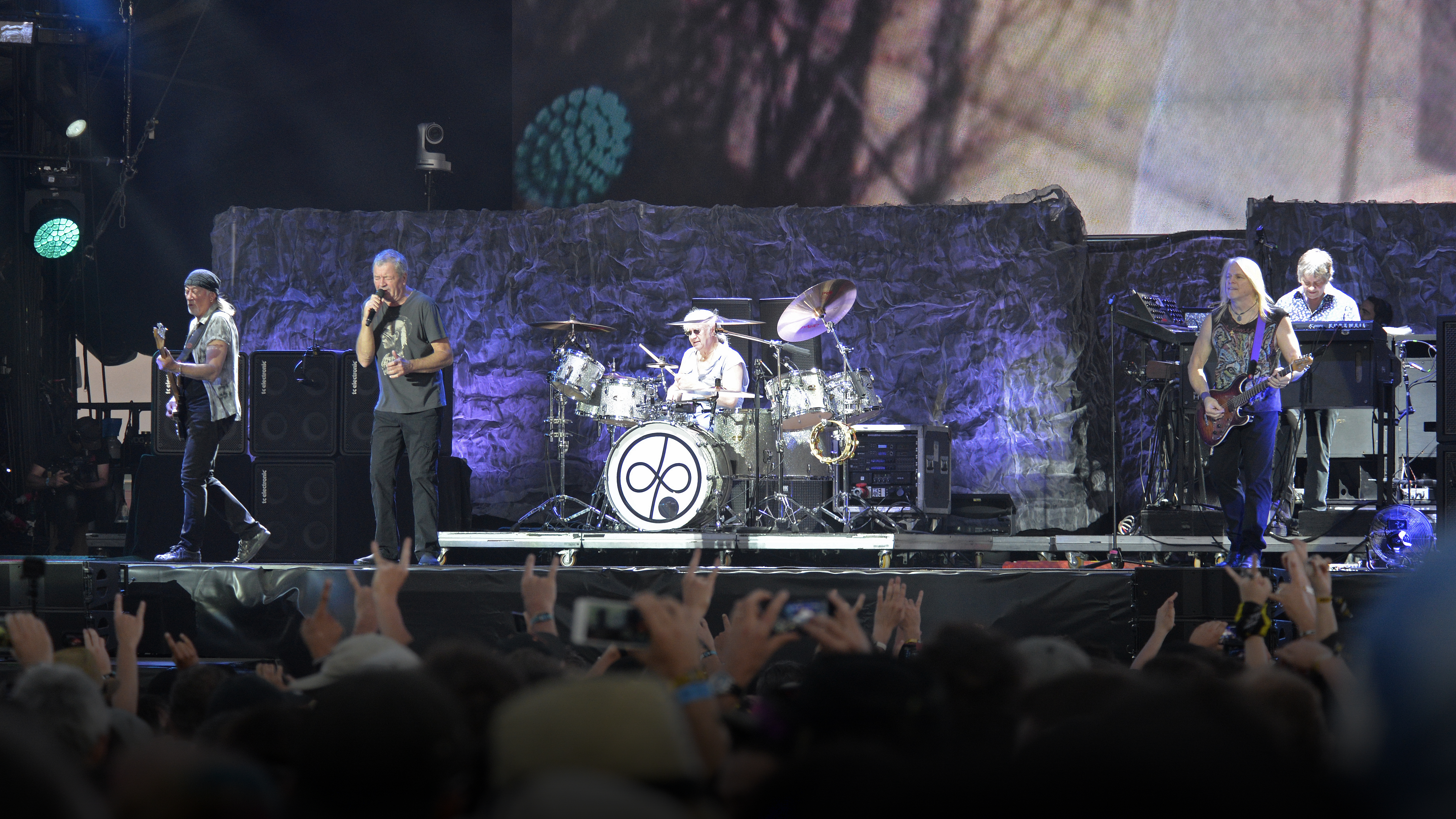
Ostatni skład Deep Purple podczas francuskiego festiwalu Hellfest w Clisson (16 czerwca 2017)

Lista członków Deep Purple – lista obejmująca muzyków brytyjskiego zespołu rockowego Deep Purple.
Grupa powstała w 1968 i od tego czasu dziewięciokrotnie zmieniała swój skład  . W 1976 zespół został rozwiązany, a jego reaktywacja nastąpiła w 1984. Z Deep Purple jest związanych 14 muzyków – dwaj z nich zmarli: Tommy Bolin w 1976 jako członek grupy oraz Jon Lord w 2012 jako były członek zespołu. Jedynym muzykiem, który grał w zespole we wszystkich jego składach osobowych jest Ian Paice  .
Poszczególne składy zespołu określane są słowem mark (Mark I, Mark II itd.) .

## Muzycy zespołu

### Obecni członkowie
- Don Airey (ur. 1948[10]) – instrumenty klawiszowe (od 2002[4] [11])
- Ian Gillan (ur. 1945[12][13]) – wokal prowadzący, harmonijka ustna, instrumenty perkusyjne (1969[4] [14]–1973[4] , 1984[4] [15]–1989[4] [15], od 1992[4] [16])
- Roger Glover (ur. 1945[17][18]) – gitara basowa (1969[4] [19]–1973[4] , od 1984[4] )
- Simon McBride (ur. 1979) - gitara elektryczna (od 2022)
- Ian Paice (ur. 1948[20]) – perkusja, instrumenty perkusyjne (od 1968[4] )

### Byli członkowie
- Ritchie Blackmore (ur. 1945[21][22]) – gitara elektryczna (1968[4] –1975[4] , 1984[4] –1993[4] )
- Tommy Bolin (1951[23]–1976[8]) – gitara elektryczna, wokal wspierający, gitara basowa (1975[4] –1976[4] )
- David Coverdale (ur. 1951[24]) – wokal prowadzący (1973[4] [25]–1976[4] )
- Rod Evans (ur. 1947[26]) – wokal prowadzący (1968[4] –1969[4] [27])
- Glenn Hughes (ur. 1952[24]) – gitara basowa, wokal (1973[4] [28]–1976[4] )
- Jon Lord (1941[29][30]–2012[11]) – instrumenty klawiszowe, wokal wspierający (1968[4] –1976[4] , 1984[4] –2002[4] )
- Joe Lynn Turner (ur. 1951[31]) – wokal prowadzący (1989[4] [31]–1992[4] [32])
- Nick Simper (ur. 1945[33][34]) – gitara basowa, wokal wspierający (1968[4] –1969[4] [27])
- Joe Satriani (ur. 1956) – gitara elektryczna (1993[4] –1994[4] )

## Składy grupy
| Lata                        | Muzycy | Albumy studyjne |  |
| --------------------------- | --- | --- |  |
| marzec 1968–lipiec 1969     | - Ritchie Blackmore – gitara elektryczna - Rod Evans – śpiew - Jon Lord – instrumenty klawiszowe - Nick Simper – gitara basowa - Ian Paice – perkusja               | - Shades of Deep Purple (1968) - The Book of Taliesyn (1968) - Deep Purple (1969)                                              |  |
| lipiec 1969–czerwiec 1973   | - Ritchie Blackmore – gitara elektryczna - Ian Gillan – śpiew - Roger Glover – gitara basowa - Jon Lord – instrumenty klawiszowe - Ian Paice – perkusja             | - Deep Purple in Rock (1970) - Fireball (1971) - Machine Head (1972) - Who Do We Think We Are (1973)                           |  |
| czerwiec 1973– maj 1975     | - Ritchie Blackmore – gitara elektryczna - David Coverdale – śpiew - Glenn Hughes – gitara basowa, śpiew - Jon Lord – instrumenty klawiszowe - Ian Paice – perkusja | - Burn (1974) - Stormbringer (1974)                                                                                            |  |
| maj 1975–marzec 1976        | - Tommy Bolin – gitara elektryczna - Glenn Hughes – gitara basowa, śpiew - David Coverdale – śpiew - Jon Lord – instrumenty klawiszowe - Ian Paice – perkusja       | - Come Taste the Band (1975)                                                                                                   |  |
| kwiecień 1984–maj 1989      | - Ritchie Blackmore – gitara elektryczna - Ian Gillan – śpiew - Roger Glover – gitara basowa - Jon Lord – instrumenty klawiszowe - Ian Paice – perkusja             | - Perfect Strangers (1984) - The House of Blue Light (1987)                                                                    |  |
| maj 1989–sierpień 1991      | - Ritchie Blackmore – gitara elektryczna - Roger Glover – gitara basowa - Jon Lord – instrumenty klawiszowe - Ian Paice – perkusja - Joe Lynn Turner – śpiew        | - Slaves & Masters (1990) |  |
| sierpień 1992–listopad 1993 | - Ritchie Blackmore – gitara elektryczna - Ian Gillan – śpiew - Roger Glover – gitara basowa - Jon Lord – instrumenty klawiszowe - Ian Paice – perkusja             | - The Battle Rages On... (1993)                                                                                                |  |
| grudzień 1993–lipiec 1994   | - Ian Gillan – śpiew - Roger Glover – gitara basowa - Jon Lord – instrumenty klawiszowe - Ian Paice – perkusja - Joe Satriani – gitara elektryczna                  | - brak |  |
| listopad 1994–luty 2002     | - Ian Gillan – śpiew - Roger Glover – gitara basowa - Jon Lord – instrumenty klawiszowe - Steve Morse – gitara elektryczna - Ian Paice – perkusja                   | - Purpendicular (1996) - Abandon (1998)                                                                                        |  |
| od marca 2002               | - Don Airey –instrumenty klawiszowe - Ian Gillan – śpiew - Roger Glover – gitara basowa - Steve Morse – gitara elektryczna - Ian Paice – perkusja                   | - Bananas (2003) - Rapture of the Deep (2005) - Now What?! (2013) - Infinite (2017) - Whoosh! (2020) - Turning to Crime (2021) |  |
| od sierpnia 2022            | - Don Airey –instrumenty klawiszowe - Ian Gillan – śpiew - Roger Glover – gitara basowa - Simon McBride – gitara elektryczna - Ian Paice – perkusja                 | - =1 (2024) |  |

## Tabela chronologiczna
Poniższa tabela przedstawia chronologię muzyków Deep Purple. Czarna pionowa linia oznacza datę wydania albumów studyjnych, szara linia oznacza zarejestrowane występy na żywo.